# (5231) Verne
(5231) Verne es un asteroide perteneciente al cinturón de asteroides descubierto el 9 de mayo de 1988 por Carolyn Shoemaker.

## Características orbitales
Verne está a una distancia media de 2,2217031 UA. Posee una excentricidad de 0,1517479 y un periodo orbital de 1 548,21 días (4,24 años).
tiene una velocidad orbital media de 18,40399901 km/s y una inclinación de 14,90017º.

## Designación y nombre
Su nombre es un homenaje al célebre novelista francés Julio Verne (1828-1905)...